# Lee Chatfield

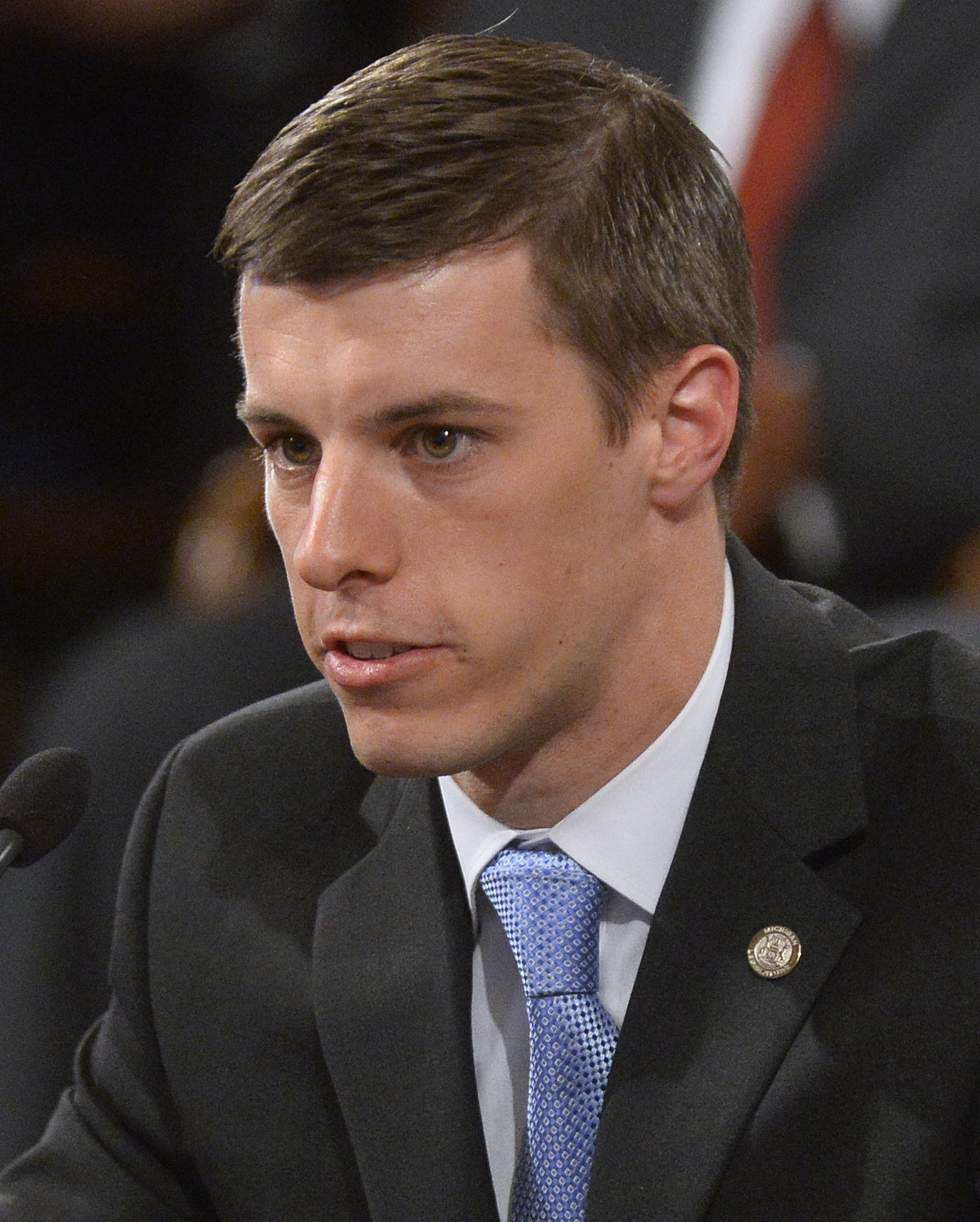
Lee Chatfield (2015)

Lee Roberson Chatfield (* 25. Mai 1988 in Michigan) ist ein US-amerikanischer Politiker, der als Sprecher des Repräsentantenhauses von Michigan fungiert. Chatfield, ein Republikaner aus Levering, ist in seiner dritten Amtszeit als Vertreter aus dem 107. Kongresswahlbezirk.
Die New York Times berichtete, dass Chatfield zusammen mit dem Senator Mike Shirkey vereinbart hatte, sich am 20. November 2020 mit Präsident Donald Trump zu treffen, vor dem Hintergrund der Versuche von Trump und seiner Kampagne, die Ergebnisse der Präsidentschaftswahl 2020 zu verwerfen. Paul Mitchell, der US-Vertreter für Michigans 10. Kongressbezirk, vermutete, dass der Zweck des Treffens darin bestand, die Ernennung von Pro-Trump-Wählern zum US-Wahlkollegium zu erörtern. Später gab Chatfield jedoch eine Erklärung ab, in der er sich weigerte, sich in die Ergebnisse der Wahlen einzumischen.